# San Miguel de Velasco

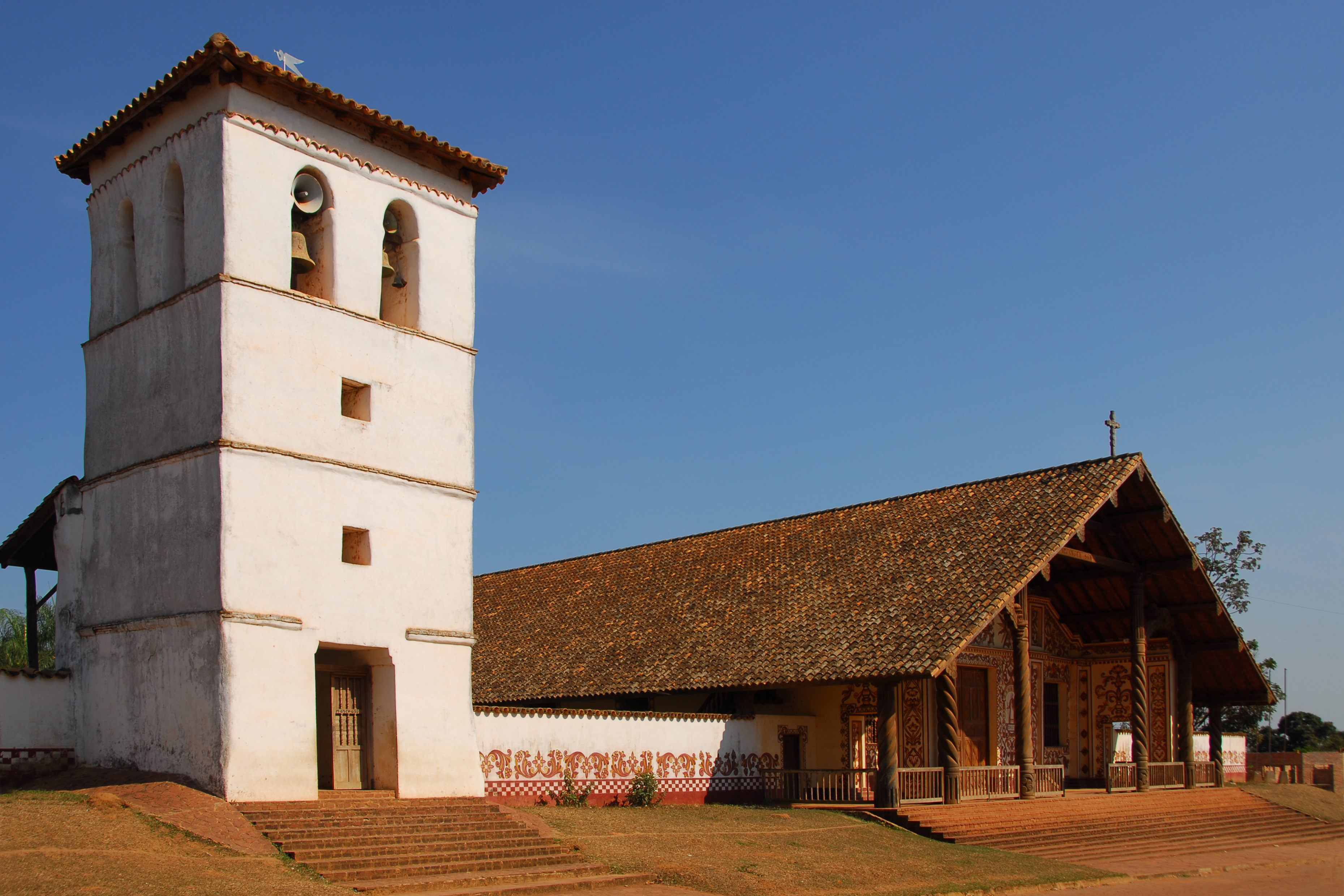
San Miguel de Velasco

San Miguel de Velasco är en ort i den bolivianska provinsen José Miguel de Velasco i departementet Santa Cruz.

## Världsarv
Staden är känd som en del av Jesuit Missions av Chiquitos som deklareras under 1990 ett världsarv.